# Llista de cràters de Ceres
En aquest article només es mostra els noms oficials aprovats per l'International Astronomical Union (IAU).
Aquesta és una llista de cràters amb nom de (1) Ceres, un planeta nan descobert el 1801 per l'astrònom italià Giuseppe Piazzi (1746-1826). Tots els cràters han estat identificats durant la missió de la sonda espacial Dawn, l'única que ha arribat fins ara a Ceres.
El 2019, els 115 cràters amb nom de Ceres representaven el 2,10% dels 5475 cràters amb nom del Sistema Solar. Altres cossos amb cràters amb nom són Amaltea (2), Ariel (17), Cal·listo (142), Caront (6), Dàctil (2), Deimos (2), Dione (73), Encèlad (53), Epimeteu (2), Eros (37), Europa (41), Febe (24), Fobos (17), Ganímedes (132), Gaspra (31), Hiperió (4), Ida (21), Itokawa (10), Janus (4), Japet (58), Lluna (1624), Lutècia (19), Mart (1124), Mathilde (23), Mercuri (402), Mimas (35), Miranda (7), Oberó (9), Plutó (5), Proteu (1), Puck (3), Rea (128), Šteins (23), Tebe (1), Terra (190), Tetis (50), Tità (11), Titània (15), Tritó (9), Umbriel (13), Venus (900), i Vesta (90).

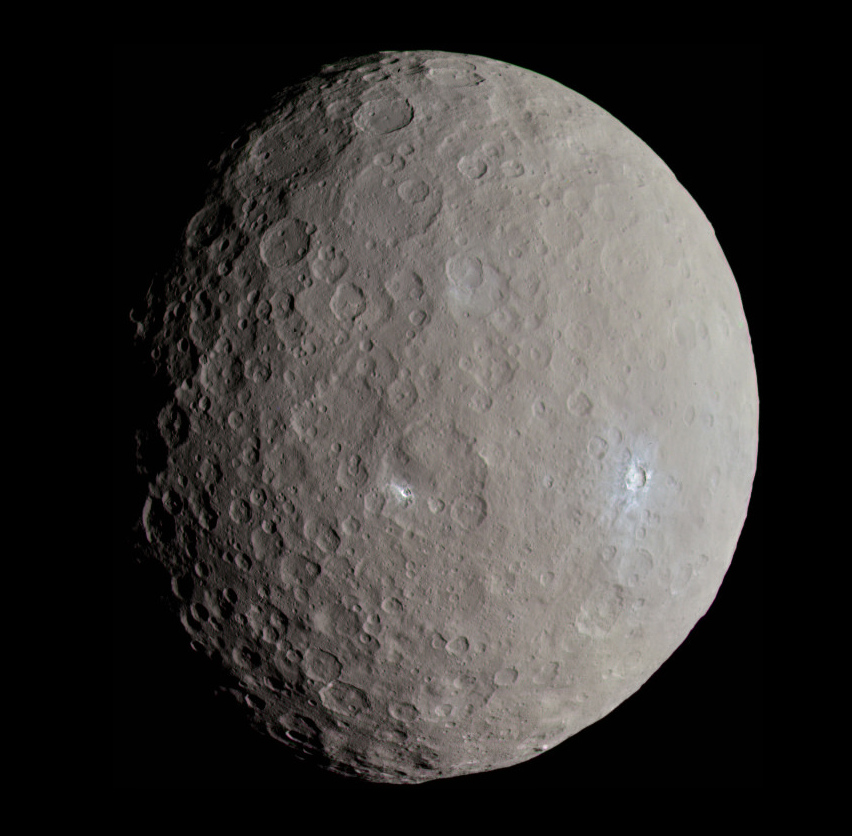
Imatge de Ceres (color veritable) realitzada per la sonda espacial Dawn a 13.641 km de distància, 2015. El cràter destacat i brillant a la dreta és Haulani (34 km). El punt lluminós més petit a la seva esquerra és el cràter Oxo (10 km)
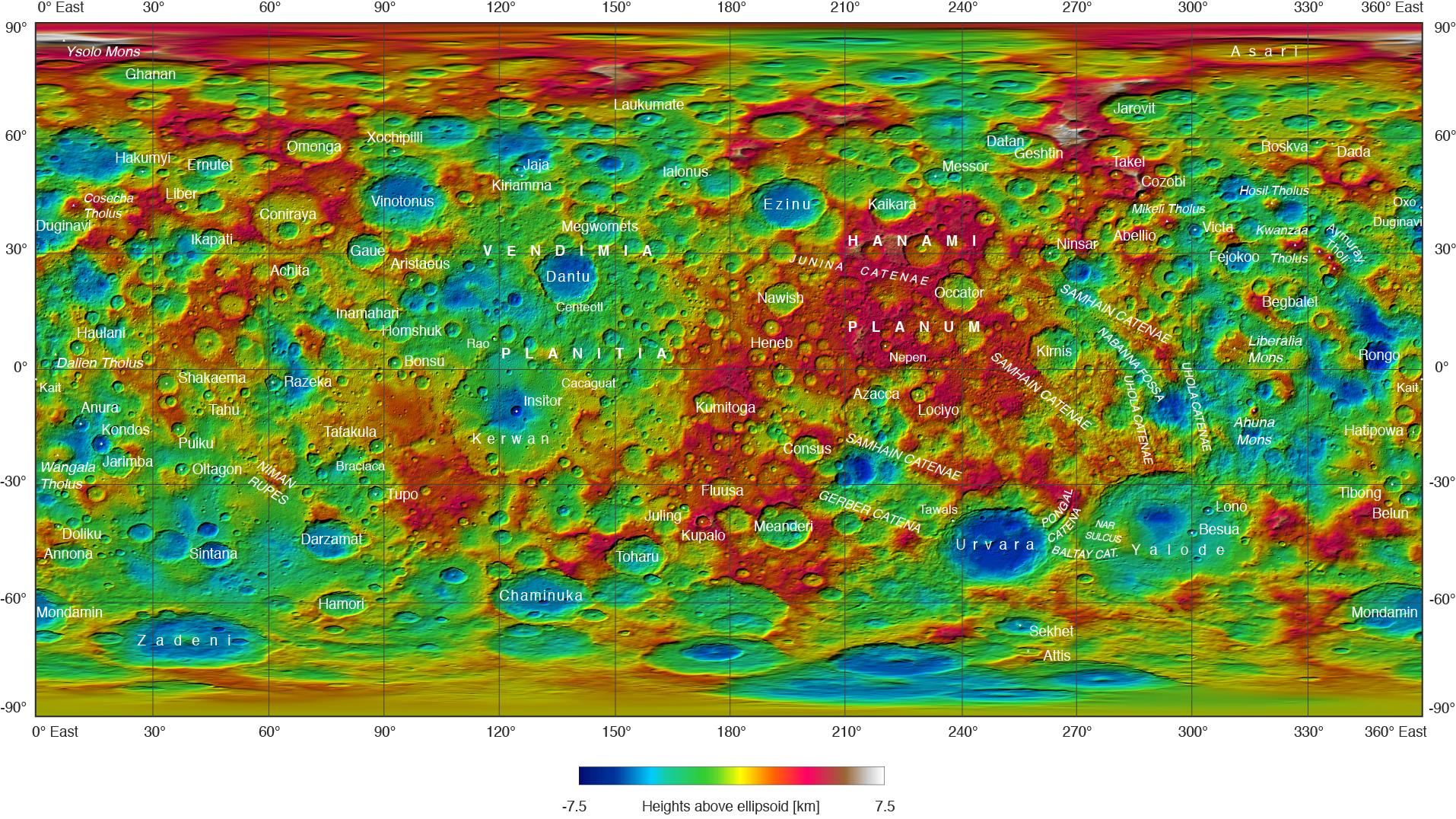
Mapa topogràfic de Ceres, 2016
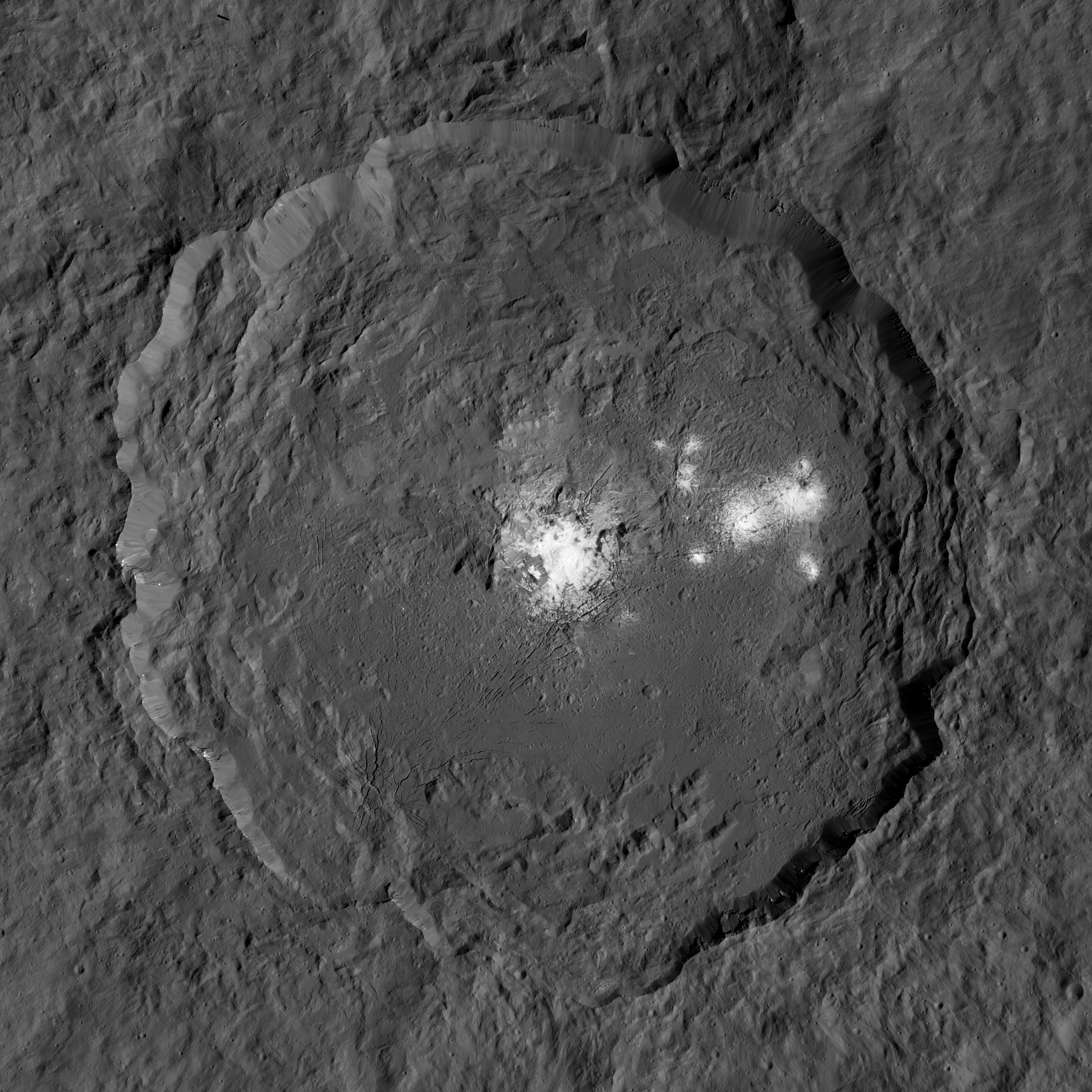
Cràter Occator (92 km) fotografiat per la sonda espacial Dawn a 385 km de distància. Es poden veure unes taques brillants que reben el nom de Cerealia Facula (centre) i Vinalia Faculae (dreta), 2015

La composició superficial de Ceres és similar a la dels asteroides de tipus C. La sonda espacial Dawn va revelar que Ceres té una superfície amb molts cràters; tanmateix, Ceres no té tants cràters grans com s'esperava, probablement a causa dels processos geològics passats. Un nombre inesperadament gran de cràters de Ceres tenen forats centrals (potser a causa dels processos criovolcànics), i la majoria tenen pics centrals.

## Llista
Els cràters de Ceres porten els noms de divinitats associades a l'agricultura i la vegetació.
Totes les coordenades són planetocèntriques (+ Est; 0-360).
| Cràter      | Coordenades                              | Diàmetre (km) | Epònim | Ref.  |
| ----------- | ---------------------------------------- | ------------- | --- | ----- |
| Abellio     | 33° 12′ N, 293° 05′ E / 33.2°N,293.09°E  | 32,00         | Abellio - Déu gal de la pomera. | WGPSN |
| Achita      | 25° 49′ N, 65° 58′ E / 25.82°N,65.96°E   | 40,00         | Achita - Divinitat de l'agricultura a Nigèria.                                                                                     | WGPSN |
| Annona      | 86° 12′ N, 79° 36′ E / 86.2°N,79.6°E     | 60,00         | Annona - Deessa de l'abundància de la mitologia romana.                                                                            | WGPSN |
| Anura       | 48° 08′ S, 8° 26′ E / 48.14°S,8.43°E     | 37,00         | Anura - Esperit de llavors de tabac de la mitologia arauac.                                                                        | WGPSN |
| Aristaeus   | 23° 26′ N, 97° 41′ E / 23.43°N,97.68°E   | 35,80         | Aristeu - Déu de l'agricultura de la mitologia grega.                                                                              | WGPSN |
| Asari       | 83° 02′ N, 319° 53′ E / 83.03°N,319.88°E | 56,00         | Asari - Divinitat agrícola siriana.                                                                                                | WGPSN |
| Attis       | 73° 04′ S, 257° 50′ E / 73.07°S,257.84°E | 22,00         | Atis - Divinitat de la vegetació i fertilitat de la mitologia grega.                                                               | WGPSN |
| Axomama     | 22° 05′ N, 131° 54′ E / 22.08°N,131.9°E  | 5,00          | Axomama - Deessa de les patates de la mitologia inca.                                                                              | WGPSN |
| Azacca      | 6° 40′ S, 218° 24′ E / 6.66°S,218.4°E    | 49,91         | Azacca - Divinitat de l'agricultura haitiana.                                                                                      | WGPSN |
| Begbalel    | 17° 43′ N, 325° 21′ E / 17.71°N,325.35°E | 102,00        | Begbalel - Guardià dels camps de taro que garanteix la collita de la cultura de l'illa Yap.                                        | WGPSN |
| Belun       | 33° 43′ S, 356° 15′ E / 33.71°S,356.25°E | 36,04         | Belun - Deïtat dels camps belarús.                                                                                                 | WGPSN |
| Besua       | 42° 21′ S, 300° 13′ E / 42.35°S,300.21°E | 17,00         | Besua - Deïtat egípcia de blat. | WGPSN |
| Bilwis      | 86° 12′ N, 79° 36′ E / 86.2°N,79.6°E     | 7,00          | Bilwis - Esperit de blat del folklore germànic.                                                                                    | WGPSN |
| Binayo      | 86° 24′ N, 145° 12′ E / 86.4°N,145.2°E   | 16,00         | Binayo - Esperit auxiliar dels esperits de l'arròs del folklore filipí.                                                            | WGPSN |
| Bonsu       | 1° 44′ N, 93° 13′ E / 1.74°N,93.21°E     | 31,00         | Bonsu - Déu que protegeix els fruits i les flors de la cultura dels batek.                                                         | WGPSN |
| Braciaca    | 22° 46′ S, 84° 22′ E / 22.77°S,84.37°E   | 8,00          | Braciaca - Déu del malt de la mitologia celta.                                                                                     | WGPSN |
| Cacaguat    | 1° 11′ S, 143° 37′ E / 1.19°S,143.61°E   | 13,60         | Cacaguat - Déu del cacau de la cultura de Nicaragua.                                                                               | WGPSN |
| Cachimana   | 85° 18′ N, 213° 12′ E / 85.3°N,213.2°E   | 18,00         | Cachimana - Déu de la vegetació que madura el gra i controla les estacions del cultiu de les tribus Atabapo i Inirida a Veneçuela. | WGPSN |
| Centeotl    | 18° 57′ N, 141° 13′ E / 18.95°N,141.22°E | 6,00          | Centeotl - Divinitat dels cultius de la mitologia asteca.                                                                          | WGPSN |
| Chaminuka   | 58° 35′ S, 131° 12′ E / 58.58°S,131.2°E  | 122,00        | Chaminuka - Esperit que aporta pluja en temps de sequera de la mitologia xona.                                                     | WGPSN |
| Coniraya    | 39° 54′ N, 65° 44′ E / 39.9°N,65.73°E    | 135,00        | Coniraya - Divinitat de la mitologia inca, inventor de sistemes de terrasses i reg.                                                | WGPSN |
| Consus      | 20° 42′ S, 200° 30′ E / 20.7°S,200.5°E   | 64,00         | Consus - Divinitat de la mitologia romana que protegia el blat collit i conservat.                                                 | WGPSN |
| Cozobi      | 45° 20′ N, 287° 19′ E / 45.33°N,287.31°E | 24,00         | Cozobi - Déu del blat de moro i l'abundància d'aliments de la cultura zapoteca.                                                    | WGPSN |
| Dada        | 58° 38′ N, 336° 46′ E / 58.63°N,336.76°E | 12,00         | Dada - Déu nigerià de les verdures.                                                                                                | WGPSN |
| Damia       | 81° 42′ N, 315° 30′ E / 81.7°N,315.5°E   | 7,00          | Damia - Deessa de la fertilitat de la mitologia grega.                                                                             | WGPSN |
| Dantu       | 24° 18′ N, 138° 14′ E / 24.3°N,138.23°E  | 126,00        | Dantu - Déu associat al cultiu del blat de moro de la mitologia ghanesa.                                                           | WGPSN |
| Darzamat    | 44° 13′ S, 76° 24′ E / 44.21°S,76.4°E    | 92,00         | Dārza-māte - Esperit letó, «mare dels jardins».                                                                                    | WGPSN |
| Datan       | 59° 30′ N, 252° 19′ E / 59.5°N,252.31°E  | 60,00         | Datan - Deïtat polonesa de llaurar la terra.                                                                                       | WGPSN |
| Dikhan      | 81° 48′ N, 78° 06′ E / 81.8°N,78.1°E     | 21,00         | Dikhan - Divinitat preislàmica de l'agricultura de la cultura dels kazakh.                                                         | WGPSN |
| Doliku      | 40° 47′ S, 5° 53′ E / 40.79°S,5.88°E     | 15,00         | Doliku - Déu dels camps a Dahomey.                                                                                                 | WGPSN |
| Duginavi    | 39° 12′ N, 4° 17′ E / 39.2°N,4.29°E      | 155,00        | Duginvi - Déu que va ensenyar l'agricultura als homes de la cultura dels kogis.                                                    | WGPSN |
| Emesh       | 11° 06′ N, 158° 12′ E / 11.1°N,158.2°E   | 20,00         | Emeix - Déu de la vegetació i de l'agricultura de la mitologia sumèria.                                                            | WGPSN |
| Enkimdu     | 78° 54′ N, 259° 06′ E / 78.9°N,259.1°E   | 9,00          | Enkimdu - Divinitat de l'agricultura de la mitologia sumèria.                                                                      | WGPSN |
| Ernutet     | 52° 56′ N, 45° 31′ E / 52.93°N,45.52°E   | 53,40         | Renenutet - Deessa de la collita de la mitologia egípcia.                                                                          | WGPSN |
| Ezinu       | 43° 14′ N, 195° 42′ E / 43.24°N,195.7°E  | 116,00        | Ezinu - Deessa del gra de la mitologia sumèria.                                                                                    | WGPSN |
| Fejokoo     | 29° 09′ N, 312° 07′ E / 29.15°N,312.11°E | 68,00         | Fejokoo - Déu que va donar la gana a la humanitat de la mitologia nigeriana.                                                       | WGPSN |
| Fluusa      | 31° 19′ S, 178° 13′ E / 31.31°S,178.22°E | 60,00         | Fluusa - Deessa de les flors de la mitologia dels oscs.                                                                            | WGPSN |
| Gaue        | 30° 49′ N, 86° 10′ E / 30.81°N,86.16°E   | 80,00         | Gaue - Deessa a la qual es va retre homenatge durant la collita de sègol de la mitologia germànica.                                | WGPSN |
| Geshtin     | 57° 00′ N, 258° 49′ E / 57°N,258.81°E    | 80,00         | Geshtin - Deessa del vi de la mitologia sumèria-babilònica.                                                                        | WGPSN |
| Ghanan      | 76° 34′ N, 30° 46′ E / 76.56°N,30.76°E   | 68,00         | Ghanan - Déu del blat de moro de la mitologia maia.                                                                                | WGPSN |
| Hakumyi     | 51° 25′ N, 27° 45′ E / 51.42°N,27.75°E   | 29,20         | Hakumyi - Esperit protector de la jardineria al Paraguai, Brasil i Bolívia.                                                        | WGPSN |
| Halki       | 25° 54′ N, 334° 36′ E / 25.9°N,334.6°E   | 20,00         | Halki - Deessa del blat en la mitologia hitita.                                                                                    | WGPSN |
| Hamori      | 60° 52′ S, 79° 26′ E / 60.86°S,79.44°E   | 60,00         | Hamori - Divinitat protectora de les fulles dels arbres de la mitologia japonesa.                                                  | WGPSN |
| Hatipowa    | 16° 05′ S, 357° 43′ E / 16.08°S,357.71°E | 40,00         | Hatipowa - Déu de l'agricultura de la mitologia índia.                                                                             | WGPSN |
| Haulani     | 5° 48′ N, 10° 46′ E / 5.8°N,10.77°E      | 34,00         | Hau-lani - Deessa de les plantes de la mitologia hawaiana.                                                                         | WGPSN |
| Heneb       | 10° 52′ N, 191° 02′ E / 10.87°N,191.04°E | 39,00         | Heneb - Divinitat a de cereals, fruites i hortalisses, i vinyes de la mitologia egípcia.                                           | WGPSN |
| Homshuk     | 11° 14′ N, 94° 04′ E / 11.23°N,94.06°E   | 70,00         | Homshuk - Esperit de blat de moro de la cultura dels popoluca.                                                                     | WGPSN |
| Ialonus     | 48° 09′ N, 168° 32′ E / 48.15°N,168.53°E | 16,50         | Ialonus - Déu dels camps i dels prats de la mitologia celta.                                                                       | WGPSN |
| Ikapati     | 33° 50′ N, 45° 37′ E / 33.84°N,45.61°E   | 50,00         | Ikapati - Deessa de les terres conreades de les Filipines.                                                                         | WGPSN |
| Inamahari   | 14° 08′ N, 89° 13′ E / 14.13°N,89.22°E   | 68,00         | Inamahari -Parella de divinitats (masculí/femení) invocades per a una sembra pròspera a la cultura dels catawb.                    | WGPSN |
| Inkosazana  | 31° 48′ N, 155° 06′ E / 31.8°N,155.1°E   | 40,00         | Inkosazana - Deessa de l'agricultura en la cultura zulú.                                                                           | WGPSN |
| Insitor     | 10° 43′ S, 124° 52′ E / 10.71°S,124.87°E | 26,00         | Insitor - Déu de la sembra i l'empelt de la mitologia romana.                                                                      | WGPSN |
| Jacheongbi  | 69° 12′ S, 2° 18′ E / 69.2°S,2.3°E       | 31,00         | Jacheongbi - Deessa coreana que va portar cinc grans a l'illa de Jeju i va començar a cultivar.                                    | WGPSN |
| Jaja        | 52° 05′ N, 125° 16′ E / 52.09°N,125.27°E | 22,00         | Jaja - Deessa de la collita en la cultura abjasiana.                                                                               | WGPSN |
| Jarimba     | 24° 05′ S, 21° 15′ E / 24.08°S,21.25°E   | 69,00         | Jarimba - Déu de les flors i de la fruita den la cultura dels aranda.                                                              | WGPSN |
| Jarovit     | 67° 54′ N, 284° 44′ E / 67.9°N,284.74°E  | 66,00         | Jarovit - Deïtat de la fertilitat i les collites de la mitologia eslava.                                                           | WGPSN |
| Juling      | 35° 54′ S, 168° 29′ E / 35.9°S,168.48°E  | 20,00         | Juling - Esperit de la collita de la cultura dels semang.                                                                          | WGPSN |
| Jumis       | 51° 36′ N, 316° 24′ E / 51.6°N,316.4°E   | 15,00         | Jumis - Déu de la fertilitat del camp a la cultura letona.                                                                         | WGPSN |
| Kahukura    | 61° 24′ N, 221° 24′ E / 61.4°N,221.4°E   | 6,30          | Kahukura - Déu dels cultius de moniato de la cultura maorí.                                                                        | WGPSN |
| Kaikara     | 42° 49′ N, 222° 26′ E / 42.82°N,222.43°E | 72,00         | Kaikara - Deessa de la collita de la cultura Konjo.                                                                                | WGPSN |
| Kait        | 2° 06′ S, 0° 00′ E / 2.1°S,0°E           | 0,40          | Kait - Deessa del gra de la mitologia hitita. Aquest cràter s'utilitza per definir el primer meridià de Ceres.                     | WGPSN |
| Kaneki      | 23° 48′ N, 294° 36′ E / 23.8°N,294.6°E   | 31,50         | Kaneki - Déu de la palmera de coco de la cultura de la Micronèsia.                                                                 | WGPSN |
| Kerwan      | 10° 46′ S, 123° 59′ E / 10.77°S,123.99°E | 280,00        | Kerwan - Esperit que presideix la germinació dels grans de blat de moro de la mitologia hopi.                                      | WGPSN |
| Kiriamma    | 50° 19′ N, 126° 20′ E / 50.32°N,126.33°E | 18,70         | Kiriamma - Deessa mare dispensadora d'aliments de la cultura veddan.                                                               | WGPSN |
| Kirnis      | 4° 54′ N, 264° 18′ E / 4.9°N,264.3°E     | 115,00        | Kirnis - Esperit que protegeix els cirerers de la mitologia lituana.                                                               | WGPSN |
| Kokopelli   | 18° 18′ N, 124° 30′ E / 18.3°N,124.5°E   | 34,00         | Kokopelli - Déu de la fertilitat de la cultura navajo.                                                                             | WGPSN |
| Kondos      | 19° 20′ S, 17° 19′ E / 19.34°S,17.31°E   | 44,00         | Kondos - Divinitat de l'agricultura de la mitologia finlandesa.                                                                    | WGPSN |
| Kumitoga    | 10° 05′ S, 178° 50′ E / 10.09°S,178.83°E | 96,00         | Kumitoga - Deessa que dona vida a les plantes de la cultura de la polinèsia .                                                      | WGPSN |
| Kupalo      | 39° 26′ S, 173° 12′ E / 39.44°S,173.2°E  | 26,00         | Kupalo - Déu de la vegetació i de la collita de la cultura russa.                                                                  | WGPSN |
| Laukumate   | 65° 02′ N, 159° 25′ E / 65.03°N,159.42°E | 29,70         | Laukumate - Esperit mare dels camps de la cultura letona.                                                                          | WGPSN |
| Liber       | 42° 34′ N, 37° 48′ E / 42.56°N,37.8°E    | 23,00         | Líber - Déu de l'agricultura de la mitologia romana.                                                                               | WGPSN |
| Lociyo      | 6° 32′ S, 228° 50′ E / 6.53°S,228.83°E   | 37,80         | Lociyo - Déu celebrat amb motiu de tallar la primera planta de xili de la cultura zapoteca.                                        | WGPSN |
| Lono        | 36° 37′ S, 304° 22′ E / 36.61°S,304.37°E | 20,00         | Lono - Déu de l'agricultura de la mitologia hawaiana.                                                                              | WGPSN |
| Meanderi    | 40° 48′ S, 194° 11′ E / 40.8°S,194.19°E  | 103,00        | Meanderi - Deessa del taro, canya de sucre i altres aliments de la cultura dels ngaing.                                            | WGPSN |
| Megwomets   | 36° 32′ N, 146° 13′ E / 36.54°N,146.22°E | 78,70         | Megwomets - Déu nan de les glans i l'abundància de plantes en la cultura dels yurok.                                               | WGPSN |
| Messor      | 49° 56′ N, 233° 44′ E / 49.93°N,233.73°E | 40,00         | Messor - Déu de la collita i de la sega de blat de la mitologia romana.                                                            | WGPSN |
| Mlezi       | 75° 54′ N, 223° 12′ E / 75.9°N,223.2°E   | 41,50         | Mlezi - Nom del déu Tilo com a donant d'aliments de la cultura dels tonga de Malawi i Zàmbia.                                      | WGPSN |
| Mondamin    | 62° 14′ S, 354° 00′ E / 62.24°S,354°E    | 126,00        | Mondamin - Divinitat del blat de moro a la cultura dels ojibwe.                                                                    | WGPSN |
| Nawish      | 18° 17′ N, 193° 47′ E / 18.28°N,193.79°E | 77,00         | Nawish - Esperit guardià dels camps de la mitologia dels acoma.                                                                    | WGPSN |
| Nepen       | 6° 11′ N, 220° 32′ E / 6.19°N,220.54°E   | 26,40         | Nepen - Déu de la pluja de la mitologia sumèria.                                                                                   | WGPSN |
| Ninsar      | 30° 18′ N, 263° 16′ E / 30.3°N,263.26°E  | 40,00         | Ninsar - Deessa de les plantes i la vegetació de la mitologia sumèria.                                                             | WGPSN |
| Nunghui     | 54° 00′ S, 272° 18′ E / 54°S,272.3°E     | 22,00         | Nunghui - Esperit femení de sòl de jardí de la cultura dels Canelos Quitxua.                                                       | WGPSN |
| Occator     | 19° 49′ N, 239° 20′ E / 19.82°N,239.33°E | 92,00         | Occator - Un dels ajudants de la deessa Ceres, que s'ocupava de llaurar, de la mitologia romana.                                   | WGPSN |
| Oltagon     | 25° 57′ S, 37° 58′ E / 25.95°S,37.96°E   | 28,00         | Oltagon - Deessa de l'agricultura a les Filipines.                                                                                 | WGPSN |
| Omonga      | 58° 02′ N, 71° 40′ E / 58.03°N,71.67°E   | 77,00         | Omonga - Esperit de l'arròs que resideix a la Lluna de la cultura dels Tomori.                                                     | WGPSN |
| Oxo         | 42° 13′ N, 359° 36′ E / 42.21°N,359.6°E  | 10,00         | Oxo - Divinitat de l'agricultura dels candomblé.                                                                                   | WGPSN |
| Peko        | 39° 42′ N, 331° 24′ E / 39.7°N,331.4°E   | 11,00         | Peko - Déu de la fertilitat de la cultura dels seto.                                                                               | WGPSN |
| Piuku       | 15° 22′ S, 36° 59′ E / 15.37°S,36.99°E   | 31,00         | Piuku - Déu de la tapioca de la cultura dels kali'na.                                                                              | WGPSN |
| Rao         | 8° 06′ N, 119° 01′ E / 8.1°N,119.01°E    | 12,00         | Rao - Déu de la cúrcuma de la cultura polinèsia.                                                                                   | WGPSN |
| Ratumaibulu | 67° 18′ S, 77° 30′ E / 67.3°S,77.5°E     | 20,00         | Ratumaibulu - Déu de l'agricultura i del subsòl de la cultura de les illes Fiji.                                                   | WGPSN |
| Razeka      | 3° 13′ S, 61° 38′ E / 3.21°S,61.63°E     | 38,38         | Razeka - Déu proveïdor d'aliments de la mitologia àrab.                                                                            | WGPSN |
| Rongo       | 3° 13′ N, 348° 43′ E / 3.21°N,348.71°E   | 68,00         | Rongo - Déu de l'agricultura dels maorís.                                                                                          | WGPSN |
| Roskva      | 58° 54′ N, 333° 01′ E / 58.9°N,333.02°E  | 22,00         | Röskva - Divinitat que representa els camps amb la collita madura de la mitologia nòrdica.                                         | WGPSN |
| Sedana      | 36° 30′ N, 314° 42′ E / 36.5°N,314.7°E   | 58,00         | Sedana - Déu de l'agricultura de la cultura indonèsia.                                                                             | WGPSN |
| Sekhet      | 66° 25′ S, 255° 03′ E / 66.42°S,255.05°E | 40,00         | Sekhet - Epítet de la deessa egípcia Isis en el seu paper de protectora dels camps i terres conreades.                             | WGPSN |
| Shakaema    | 3° 40′ S, 33° 56′ E / 3.66°S,33.93°E     | 47,00         | Shakaema - Déu de la vegetació de la cultura dels shuar, invocat en la plantació i cultiu de plataners..                           | WGPSN |
| Shennong    | 69° 00′ N, 28° 06′ E / 69°N,28.1°E       | 32,50         | Shennong - Emperador mític de la cultura xinesa que va introduir l'agricultura entre els homes.                                    | WGPSN |
| Sintana     | 48° 04′ S, 46° 12′ E / 48.07°S,46.2°E    | 58,00         | Sintana - Divinitat de la mitologia colombiana que genera sòl fèrtil per a la sembra.                                              | WGPSN |
| Tafakula    | 19° 49′ S, 88° 35′ E / 19.82°S,88.59°E   | 34,00         | Tafakula - Deessa que presideix la temporada favorable als conreus de la cultura dels tonghians.                                   | WGPSN |
| Tahu        | 6° 35′ S, 44° 47′ E / 6.59°S,44.79°E     | 25,00         | Tahu - Personificació dels aliments de la cultura del maori.                                                                       | WGPSN |
| Takel       | 50° 46′ N, 280° 29′ E / 50.76°N,280.48°E | 22,00         | Takel - Deessa que presideix la collita de tubercles a Malàisia.                                                                   | WGPSN |
| Tawals      | 39° 04′ S, 238° 01′ E / 39.06°S,238.02°E | 8,80          | Tawals - Déu de llaurar els camps de la mitologia polonesa.                                                                        | WGPSN |
| Telepinu    | 23° 12′ N, 335° 36′ E / 23.2°N,335.6°E   | 31,00         | Telipinu - Deïtat hitita de l'agricultura i de la vegetació.                                                                       | WGPSN |
| Thrud       | 71° 18′ S, 31° 00′ E / 71.3°S,31°E       | 7,80          | Þrúðr - Divinitat escandinava de les llavors.                                                                                      | WGPSN |
| Tibong      | 29° 49′ S, 352° 12′ E / 29.82°S,352.2°E  | 36,00         | Tibong - Esperit dolent que roba i devora les rialles de la cultura dels bidayuh.                                                  | WGPSN |
| Toharu      | 48° 19′ S, 155° 57′ E / 48.32°S,155.95°E | 86,00         | Toharu - Déu del menjar i la vegetació del la mitologia dels pawnee.                                                               | WGPSN |
| Tupo        | 32° 21′ S, 88° 23′ E / 32.35°S,88.38°E   | 36,00         | Tupo - Déu de la cúrcuma de la cultura dels polinesis.                                                                             | WGPSN |
| Urvara      | 45° 40′ S, 249° 14′ E / 45.66°S,249.24°E | 170,00        | Urvara - Divinitat índia i iraniana de plantes i camps.                                                                            | WGPSN |
| Victa       | 36° 14′ N, 301° 02′ E / 36.23°N,301.04°E | 32,00         | Victa - Deessa dels aliments i l'alimentació de la mitologia romana.                                                               | WGPSN |
| Vinotonus   | 43° 01′ N, 95° 07′ E / 43.02°N,95.12°E   | 140,00        | Vinotonus - Déu del vi de la cultura dels britons.                                                                                 | WGPSN |
| Xevioso     | 0° 42′ N, 310° 36′ E / 0.7°N,310.6°E     | 8,50          | Xevioso - Déu del tro i de la fertilitat de la cultura dels fon.                                                                   | WGPSN |
| Xochipilli  | 56° 40′ N, 93° 13′ E / 56.66°N,93.21°E   | 22,70         | Xochipilli - Déu de la fertilitat, associat al blat de moro i a les flors, patró de la música i la dansa de la mitologia asteca.   | WGPSN |
| Yalode      | 42° 35′ S, 292° 29′ E / 42.58°S,292.48°E | 260,00        | Yalode - Deïtat de Dahomey honrada per les dones en ritus de collita.                                                              | WGPSN |
| Zadeni      | 70° 22′ S, 38° 20′ E / 70.36°S,38.34°E   | 129,28        | Zadeni - Déu de l'abundància en els cultius de la mitologia georgiana.                                                             | WGPSN |
| Zatik       | 69° 54′ N, 114° 00′ E / 69.9°N,114°E     | 4,00          | Zatik - Déu de la fertilitat i la vegetació de la cultura armènia.                                                                 | WGPSN |